# Latarniowiec (film)
Latarniowiec (ang. The Lightship) – dramat filmowy w reżyserii Jerzego Skolimowskiego z 1985 na podstawie powieści Siegfrieda Lenza.

## Realizacja
Jerzy Skolimowski stwierdził, że zwrócił uwagę na książkę Lenza z uwagi na jej podobieństwo do "Zwycięstwa" autorstwa Josepha Conrada, a conradowska filozofia życiowa była mu wówczas bliska i możliwa do zawarcia w dziele Lenza. Reżyser odrzucił pierwszą wersję scenariusza autorstwa Williama Mai, jako zbyt prostą, niemal wulgarną. W 1984 powrócił do pomysłu realizacji filmu, tym razem według scenariusza Davida Taylora, do którego wnosił liczne poprawki, nawet w trakcie trwania zdjęć i montażu. Scenariuszowi temu brakowało tekstu narracyjnego, który współtworzył amerykański pisarz, Rob Dunn (nie wymieniono go w czołówce). Reżyser trzymał się wiernie oryginału literackiego, eksponując przede wszystkim problemy natury moralnej.
Zdjęcia kręcono na niemieckiej wyspie Sylt (Szlezwik-Holsztyn).

## Obsada
- Robert Duvall jako Caspary
- Arliss Howard jako Eddie
- Klaus Maria Brandauer jako kapitan Miller
- Badja Djola jako Nate
- William Forsythe jako Gene
- Tim Phillips jako Thorne
- Tom Bower jako Coop
- Michał Skolimowski jako Alex
- Robert Costanzo jako Stump

## Fabuła i recenzje
Emmanuel Carrère stwierdził, że fabuła filmu sprowadza się do pytania "Czy należy podnieść kotwicę?", ponieważ jedyną racją bytu latarniowca jest nieruchomość i pozostawanie w miejscu, oświetlanie drogi innym marynarzom. Konsekwencją tego, głównym zadaniem kapitana Millera (głównego bohatera) jest nigdy nie podnieść kotwicy, niezależnie od biegu zdarzeń. Dysponuje on traumatycznymi wspomnieniami z okresu wojennego, kiedy to porzucił ocalałych rozbitków, by udać się w pościg za niemieckim u-botem. Od tego czasu jest wyznawcą kultu nieruszania się z miejsca i trwania w jednym punkcie. Akcja ulega zwrotowi, gdy latarniowiec przejmują gangsterzy pod wodzą doktora Caspary'ego, żądający odpłynięcia. Załoga Millera jest gotowa do walki, podczas, gdy on sam woli trwać w paraliżu i kunktatorstwie. Ostatecznie rozwiązuje paradoks – ginie śmiercią samobójczą, odzyskując duchowy spokój, miłość syna i miano bohatera.
Klaus Maria Brandauer bardzo dobrze odgrywa rolę Millera, tworząc idealną postać kabotyna.
 Dorównuje mu Robert Duvall w roli Caspary'ego. Jego gra przywodzi na myśl kreacje Iwana Mozżuchina. Dyskusyjne natomiast pozostaje obsadzenie młodego  Michała Skolimowskiego w roli Alexa.

## Nagrody
Film otrzymał Nagrodę Specjalną Jury (Jerzy Skolimowski) oraz Nagrodę im. Francesco Pasinettiego dla najlepszego aktora (Robert Duvall) na Międzynarodowym Festiwalu Filmowym w Wenecji w 1985.